# اریش کوشیک
اریش کوشیک (آلمانی: Erich Koschik; ۳ ژانویهٔ ۱۹۱۳ – ۲۱ ژوئیهٔ ۱۹۸۵) قایقران کانو اهل آلمان بود.